# Messier 88
Messier 88 (také M88 nebo NGC 4501) je spirální galaxie v souhvězdí Vlasů Bereniky. Objevil ji Charles Messier 18. března 1781. Od Země je vzdálená okolo 65 milionů ly
a je součástí Kupy galaxií v Panně. Je dobře viditelná i malými dalekohledy a je jednou z prvních spirálních galaxií, u kterých byla objevena spirální struktura.

## Pozorování

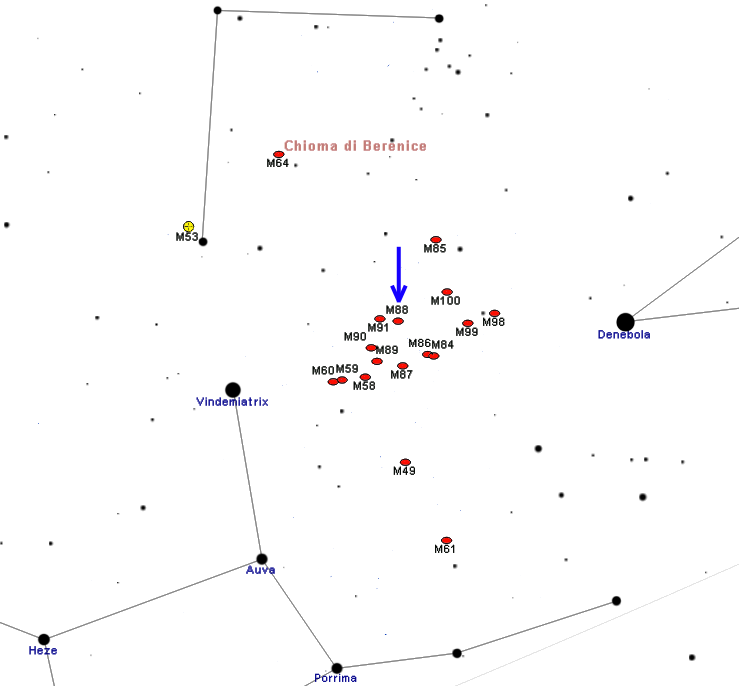
Poloha M 88 v souhvězdí Vlasů Bereniky

M88 leží mezi souhvězdími Panny a Vlasů Bereniky v oblasti oblohy bez výrazných hvězd. Je možné ji najít trochu severně od poloviny spojnice hvězd Vindemiatrix (ε Virginis) a Denebola (β Leonis). Díky své jasnosti je na hranici viditelnosti středně velkých triedrů, ale v dalekohledech o průměru 80 mm se ukáže jako mírně protažená světlá skvrna. V dalekohledech o průměru 150 mm vypadá jako elipsa protažená od jihovýchodu na severozápad s velmi jasným jádrem. Dalekohledy o průměru 200 až 300 mm ukážou v jejím disku náznaky spirálních ramen.
Galaxii je možné snadno pozorovat z obou zemských polokoulí a ze všech obydlených oblastí Země, protože má pouze mírnou severní deklinaci. Přesto je na severní polokouli lépe pozorovatelná a během jarních nocí tam vychází vysoko na oblohu, zatímco na jižní polokouli v oblastech více vzdálených od rovníku zůstává poněkud níže nad obzorem. Nejvhodnější období pro její pozorování na večerní obloze je od února do srpna.

## Historie pozorování

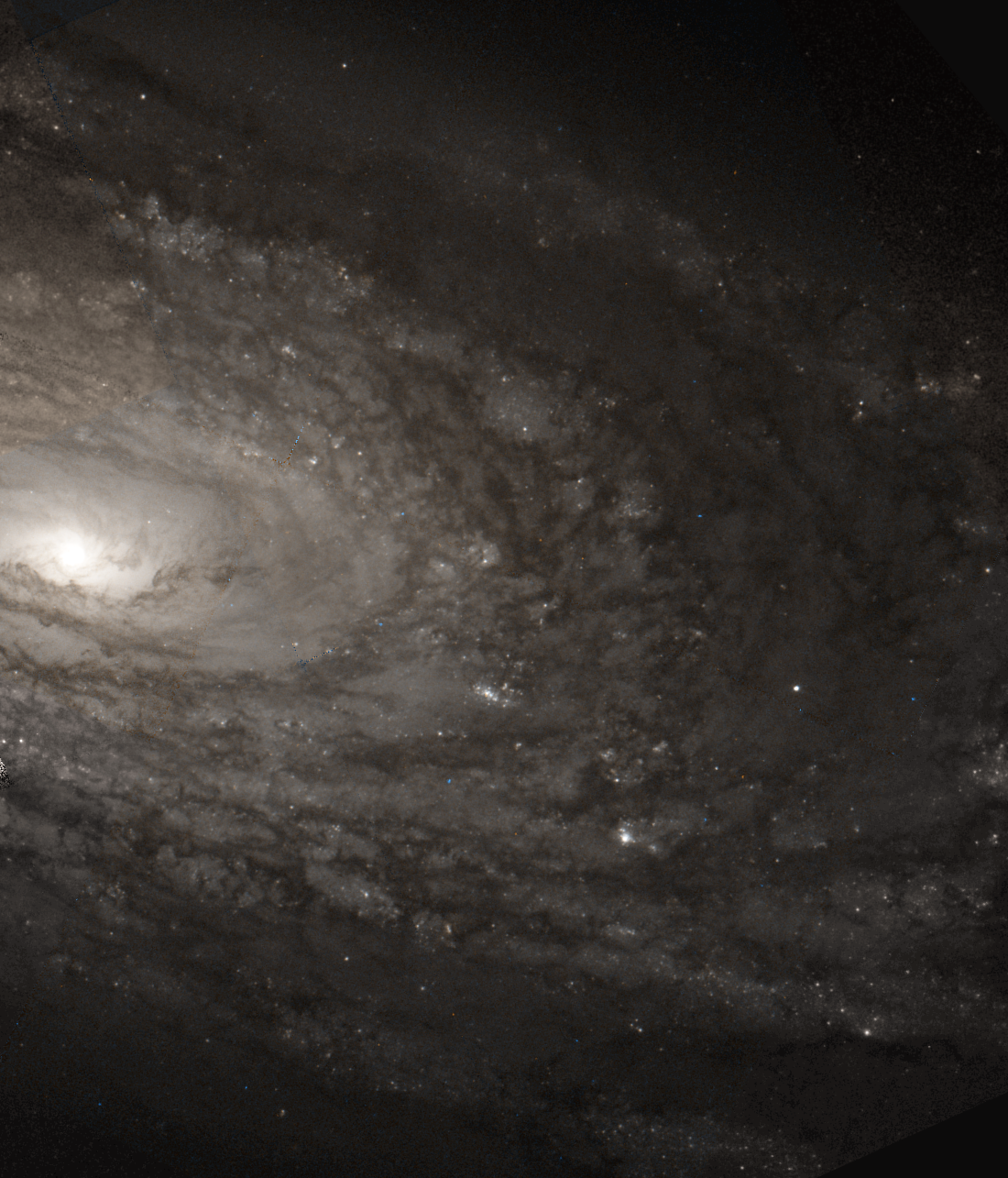
Podrobný snímek části disku M88 pořízený Hubbleovým vesmírným dalekohledem

Galaxii objevil Charles Messier 18. března 1781 a zařadil ji do svého katalogu s tímto popisem: „Mlhovina bez hvězd v Panně, mezi dvěma malými hvězdami a jednou hvězdou 6. magnitudy, které jsou vidět spolu s mlhovinou v zorném poli. Je to jedna z nejslabších mlhovin a podobá se mlhovině Messier 58.“
Messier v této oblasti oblohy objevil mnoho dalších galaxií. John Herschel popsal M88 jako velmi rozsáhlou a jasnou mlhovinu silně eliptického tvaru, která má délku 8′ a šířku 1′ a jejíž horní polovina je jasnější než ta jižní. Podobně galaxii popsali i další pozorovatelé, jako například admirál Smyth a William Parsons.

## Vlastnosti
Rovina disku M88 je při pohledu ze Země odkloněná o 30°, což je dostatečné k tomu, abychom mohli pozorovat vnitřní stavbu jejích spirálních ramen, která jsou docela výrazná. Její skutečný rozměr je přibližně 130 000 ly a je tedy větší než Mléčná dráha. Předčí ji i svou hmotností, která se odhaduje na 200 miliard hmotností Slunce. Galaxie je od Země vzdálená 60 až 65 milionů ly a patří do Kupy galaxií v Panně. Měřením její radiální rychlosti bylo zjištěno, že se od Slunce vzdaluje rychlostí 2 270 km/s.
28. května 1999 v této galaxii vybuchla supernova typu Ia, která dostala označení SN 1999cl. Objevena byla 29. května při magnitudě 16,4 a 5. června dosáhla maximální magnitudy 13,6.
Následný průzkum ukázal, že supernova měla výrazný červený odstín způsobený prachem v její mateřské galaxii, který její světlo ve viditelném pásmu tlumil o 1,89 magnitudy.

### Knihy
- O'MEARA, Stephen James. Deep Sky Companions: The Messier Objects. New York: Cambridge University Press, 1998. Dostupné online. ISBN 0-521-55332-6. (anglicky)
- BURNHAM, JR., Robert. Burnham's Celestial Handbook: Volume Two. New York: Dover Publications. Inc., 1978. Dostupné online. ISBN 0-486-23568-8. (anglicky)
- MCMILLAN, Chaisson. Astronomy Today. 6. vyd. Englewood Cliffs: Prentice-Hall, Inc., 1993. Dostupné online. ISBN 0-13-240085-5. (anglicky)
- T. ARNY, Thomas. Explorations: An Introduction to Astronomy. 2. vyd. Boston: McGraw-Hill, 2000. Dostupné online. ISBN 0-8151-0292-5. (anglicky)

### Mapy hvězdné oblohy
- Toshimi Taki. Taki's 8.5 Magnitude Star Atlas [online]. 2005 [cit. 2018-05-22]. Dostupné v archivu pořízeném dne 2018-11-05. (anglicky) - Atlas hvězdné oblohy volně stažitelný ve formátu PDF.
- TIRION; RAPPAPORT; LOVI. Uranometria 2000.0 - Volume I - The Northern Hemisphere to -6°. Richmond, Virginia, USA: Willmann-Bell, inc., 1987. Dostupné online. ISBN 0-943396-14-X.
- TIRION; SINNOTT. Sky Atlas 2000.0. 2. vyd. Cambridge, USA: Cambridge University Press, 1998. ISBN 0-933346-90-5.
- TIRION. The Cambridge Star Atlas 2000.0. 3. vyd. Cambridge, USA: Cambridge University Press, 2001. Dostupné online. ISBN 0-521-80084-6.